# Talampaya Nemzeti Park
A  Talampaya Nemzeti Park  Argentína egyik leghíresebb nemzeti parkja La Rioja tartományban. 1975-ben tartományi parkká jelölték ki, majd 1997-től nemzeti park. Területe 2150 km², átlagos tengerszint feletti magassága 1500 m. Feladata a területén található archeológiai és paleontológiai helyszínek, leletek védelme. A táj gyönyörű, tipikus hegyi növényi és állati életközösséggel. A park egy medencében fekszik a Cerro Los Colorados és a Sierra de Sañagasta között.
Keletkezése nagyon hasonlít a vele határos Ischigualastóéhoz. A mocsaras terület felhalmozódott agyagüledékeiből agyagkőzetek képződtek. A hegyekből érkező folyók ezt a kőzetréteget beborították homokréteggel, amely évmilliók során homokkőzetté alakult, s ez a tábla az idők folyamán kiemelkedett a környezetéből. Az Ischigualastóval szemben ebbe a homokkőtáblába a patakok meredek szurdokvölgyeket vágtak, közülük a leglátványosabb a Talampaya-kanyon, amely 300–500 m széles, falai 150–180 m. A lecsorgó csapadékvíz is érdekes formációkat hozott létre, miközben a kanyonok falát oszlopszerű alakzatokra szabdalta. A völgyek alját finom homok borítja.
Ischigualastóhoz hasonlóan a Talampaya is nemzetközi hírű paleontológiai lelőhely. A sziklafalak lábánál édes termésű algarrobofák állnak, amelyeknek termését az itt élő indiánok is fogyasztották. Az őslakók által hagyott emlékek a Puerta del Cañón falain látható sziklarajzok és a kőbe vésett mélyedések, amelyek eredetileg mozsárként funkcionáltak. A helyi növényvilágot egy kis füvészkertben mutatják be a látogatóknak.